# Сьова (Яманасі)

35°37′41″ пн. ш. 138°32′6″ сх. д. / 35.62806° пн. ш. 138.53500° сх. д.
Сьо́ва (яп. 昭和町, しょうわちょう, МФА: [ɕoːwa t͡ɕoː]) — містечко в Японії, в повіті Нака-Кома префектури Яманасі. Отримало статус містечка 1942 року. Назване на честь девізу імператорського правління «Сьова». Станом на 1 квітня 2009 площа містечка становила 9,14 км². Станом на 1 липня 2011 населення містечка становило 18 052 осіб.